# Парламентські вибори у Великій Британії 1859
Парламентські вибори у Великій Британії проходили з 28 квітня по 18 травня 1859 року після вотуму недовіри, винесеного консервативному уряду графа Дербі. На цих виборах віги, на чолі з лордом Пальмерстоном, змогли утримати більшість у Палаті громад.
Ці вибори також вважаються першими виборами, які ініціювала Ліберальна партія. Тоді це була неофіційна назва, яку застосовували до союзу вігів, пілітів, радикалів та частини ірландських націоналістів, які й висунули вотум недовіри уряду Дербі, що, у свою чергу, призвело до проведення цих виборів. Це також були останні вибори, у яких брали участь чартисти, бо згодом організація була розпущена.

## Результати виборів
| Партія               | Лідер             | Відсоток голосів | Відсоток голосів | Місць в парламенті |
| Партія               | Лідер             | Кількість        | %                | Місць в парламенті |
| -------------------- | ----------------- | ---------------- | ---------------- | ------------------ |
| Віги                 | Генрі Пальмерстон | 372,117          | 65,7%            | 356                |
| Консервативна партія | Едуард Дербі      | 193,322          | 34,3%            | 298                |
| Чартисти             | —                 | 151              | 0,0%             | —                  |
| Всього               | Всього            | 565,500          | 100%             | 654                |